# Hans Nordahl
Hans Nordahl (Oslo, 29 aprile 1918 – 15 agosto 1993) è stato un calciatore norvegese, di ruolo attaccante.

## Carriera

### Club
Nordahl vestì la maglia dello Skeid. Con questa maglia, vinse 5 edizioni della Norgesmesterskapet: 1947, 1954, 1955, 1956 e 1958.

### Nazionale
Disputò 19 partite per la Norvegia, con 8 reti all'attivo. Esordì il 2 ottobre 1938, in occasione della vittoria per 2-3 sulla Svezia: nella stessa sfida, arrivò la sua prima marcatura in Nazionale.

## Palmarès

### Club

#### Competizioni nazionali
- Coppa di Norvegia: 5

Skeid: 1947, 1954, 1955, 1956, 1958